# Bad Cannstatt

Stemă

Localizare

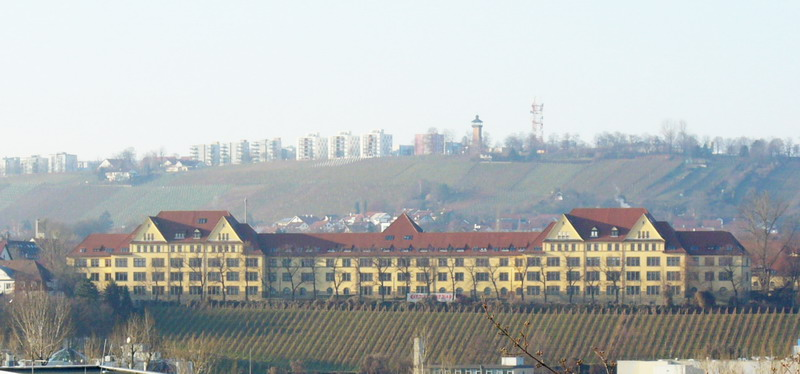
Cazarma de cavalerie

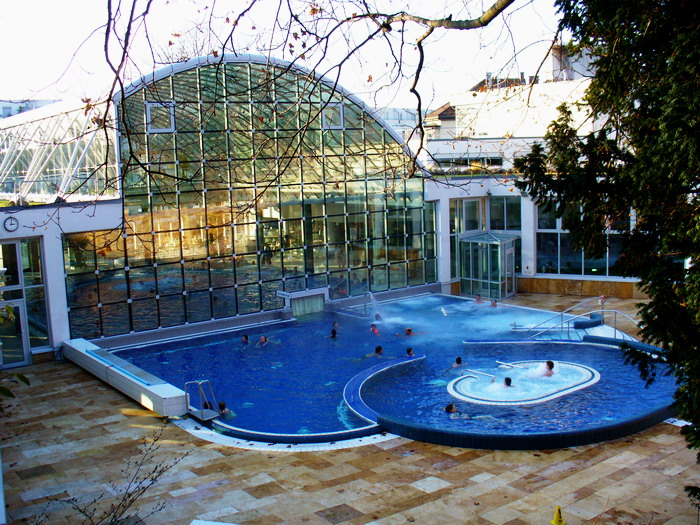
Baia termală

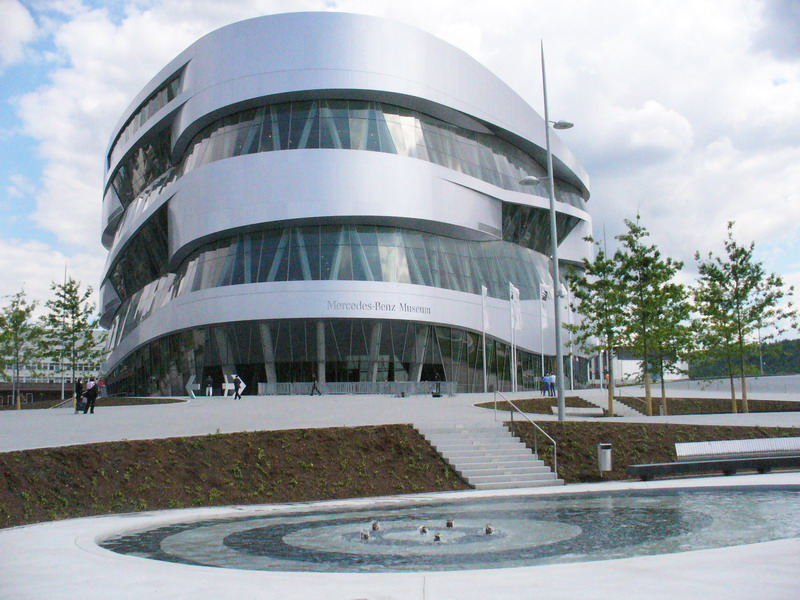
Muzeul Mercedes-benz

Bad Cannstatt până în 23 iulie 1933 era denumit "Cannstatt", iar mai demult ca. prin 1900 "Kannstadt",  "Canstatt" sau "Cannstadt". Actual este unul dintre cele mai vechi sectoare ale orașului Stuttgart. Bad Cannstatt este amintit deja în timpul romanilor, el este amplasat pe cursul lui Neckar.

## Cartiere
- Bad Cannstatt are o suprafață de 15,7 km² și avea în 2009, 67.859 loc.

| Nr. | Cartier             | Nr. loc. | Suprafață |
| --- | ------------------- | -------- | --------- |
| 201 | Muckensturm         | 2.662    | 1,246 km² |
| 202 | Schmidener Vorstadt | 6.290    | 0,652 km² |
| 203 | Espan               | 4.222    | 1,177 km² |
| 204 | Kurpark             | 4.896    | 0,583 km² |
| 205 | Cannstatt-Mitte     | 4.261    | 0,392 km² |
| 206 | Seelberg            | 7.800    | 0,550 km² |
| 207 | Winterhalde         | 4.184    | 0,447 km² |
| 208 | Wasen               | 0        | 2,007 km² |
| 209 | Veielbrunnen        | 2.268    | 0,887 km² |
| 210 | Im Geiger           | 4.825    | 1,487 km² |
| 211 | Neckarvorstadt      | 3.935    | 1,482 km² |
| 212 | Pragstraße          | 352      | 0,357 km² |
| 213 | Altenburg           | 1.427    | 0,192 km² |
| 214 | Hallschlag          | 7.041    | 0,978 km² |
| 215 | Birkenäcker         | 4.133    | 1,524 km² |
| 221 | Burgholzhof         | 2.820    | 0,532 km² |
| 231 | Sommerrain          | 3.197    | 0,558 km² |
| 241 | Steinhaldenfeld     | 3.546    | 0,663 km² |